# Ailloncourt
Ailloncourt är en kommun i departementet Haute-Saône i regionen Bourgogne-Franche-Comté i östra Frankrike. Kommunen ligger i kantonen Saint-Sauveur som tillhör arrondissementet Lure. År 2022 hade Ailloncourt 306 invånare.

## Befolkningsutveckling
Antalet invånare i kommunen Ailloncourt
| Referens: INSEE |